# Vranea, Blagoevgrad
Vranea (în bulgară Враня) este un sat în comuna Sandanski, regiunea Blagoevgrad,  Bulgaria. 

## Demografie
Componența etnică a satului Vranea
     Bulgari (98,01%)
     Nicio identificare (0%)
     Altele (1,98%)
La recensământul din 2011, populația satului Vranea era de 151 locuitori. Din punct de vedere etnic, majoritatea locuitorilor (98,01%) erau bulgari. Pentru 0% din locuitori nu este cunoscută apartenența etnică.